# Portrait of a Lover
Portrait of a Lover (z ang. "Portret kochanki") – album Macieja Frąckiewicza wydany 6 września 2019 przez niemiecką niezależną wytwórnię Genuin (nr kat. GEN19665). Nominacja do Fryderyka 2020 w kategorii «Najlepszy Album Polski Za Granicą».

## Lista utworów
- Alfred Schnittke (1934-1998): "Revis Fairy Tale", extrait de "Suite Gogol" (arr. de Y. Shishkin)
- Luciano Berio (1925-2003): "Sequenza XIII"
- Witold Lutoslawski (1913-1994): "Bucolics"
- Jean-Philippe Rameau (1683-1764): 
  - "L'Entretien des Muses"
  - "La Poule"
- Mikolaj Majkusiak (1983-): "Dyad"
- Astor Piazzolla (1921-1992): "Flora's Game"
- Zygmunt Krauze (1938-): "Portret kochanki"